# Молчанов, Михаил Александрович
Михаил Александрович Молчанов (род. 23 апреля 1961, Ровно, Украинская ССР) — канадский политолог, педагог, преподаватель, публицист.

## Образование
Окончил философский факультет Киевского государственного университета им. Т. Г. Шевченко (1982, тема дипломной работы — «Свобода личности в идеологической борьбе современности») и аспирантуру Института философии АН УССР в Киеве (1989). Кандидатская диссертация «Методологическая роль исторического материализма в исследовании идеологических отношений» (1989) основана на критическом сопоставлении теорий идеологического процесса Луи Альтюссера и Антонио Грамши. Учился в Нью-Йоркском университете (1992—93), магистр административного менеджмента (1993). Диссертация доктора политических наук (1998) по теме «Политическая культура и национальная идентичность в российско-украинских отношениях» защищена в университете Альберты, Канада.

## Научная и педагогическая деятельность
В 1982—86 гг. преподавал в Донецком политехническом институте и Ровенском педагогическом институте, с 1989—93 работал в системе Академии наук Украины (институты философии, истории, социологии), в 1993—94 — профессор и заведующий кафедрой административного менеджмента Института государственного управления и самоуправления при Кабинете Министров Украины (ныне — Национальная академия государственного управления при Президенте Украины).
С 1994 года преподаёт в Канаде: в университетах Альберты, Карлтон (Оттава), Сент-Томас, Виктории. В 2001—2003 гг. работал политическим аналитиком и руководителем ряда проектов стратегического планирования в министерствах федерального правительства Канады. Член Международной Ассоциации политических наук (IPSA) и Ассоциации Международных Исследований (en:International Studies Association).
В 2012 году избран иностранным членом Национальной академии педагогических наук Украины. В 2013 году избран Председателем Программного Комитета секции Посткоммунистические государства в международной политике Ассоциации Международных Исследований (Post-Communist Systems in International Relations, International Studies Association). Руководитель Рабочей группы по международной политической социологии Международной Ассоциации политических наук (International Political Science Association).

## Публикации
- Russian security strategy and the geopolitics of energy in Eurasia. In R.E. Kanet (Ed.), Routledge Handbook of Russian Security (pp. 181—191). London and New York: Routledge, 2019.
- The Eurasian Economic Union. In A. P. Tsygankov (Ed.), Routledge Handbook of Russian Foreign Policy (pp. 410—420). New York: Routledge, 2018.
- New regionalism and Eurasia. In S. Hua (Ed.), Routledge Handbook of Politics in Asia (pp. 504—519). London and New York: Routledge, 2018.
- Populist Nationalism in Ukraine. In F. López-Alves, D. E. Johnson (Eds.), Populist Nationalism in Europe and the Americas (pp. 81-98). New York: Routledge, 2018.
- Regionalism and multivectorism in Europe’s borderlands. In R.E. Kanet (Ed.), The Russian Challenge to the European Security Environment (pp. 211—234). Cham, Switzerland: Springer International, 2017.
- Russia-China Relations in Central Asia and the SCO. In D. Lane & G. Zhu (Eds.), Changing Regional Alliances for China and the West (pp. 133—150). Lanham, MD: Lexington Books, 2017.
- Eurasian Regionalisms and Russian Foreign Policy. New York: Routledge, 2016[6].
- Choosing Europe over Russia: what has Ukraine gained? European Politics and Society, 17.3 (2016).
- Russia’s leadership of regional integration in Eurasia. In S. Kingah & C. Quiliconi (Eds.), Global and Regional Leadership of BRICS Countries (pp. 113—133). New York: Springer, 2016.
- A squeezed country: Ukraine between Europe and Eurasia. In G. Besier & K. Stoklosa (Eds.), Neighbourhood Perceptions of the Ukraine Crisis: From the Soviet Union into Eurasia? (pp. 69-82). New York: Routledge, 2016.
- Eurasian regionalism: ideas and practices. In R. Kanet & M. Sussex (Eds.), Power, Politics and Confrontation in Eurasia: Foreign Policy in a Contested Region (pp. 135—160). New York: Palgrave Macmillan, 2015.
- Russia as Ukraine’s ‘other’: identity and geopolitics. In A. Pikulicka-Wilczewska & R. Sakwa (Eds.), Ukraine and Russia: People, Politics, Propaganda and Perspectives (pp. 206—221). Bristol, UK: E-International Relations., 2015.
- Eurasian regionalisms and Russia’s pivot to the East: the role of ASEAN. In Y. Kikuchi & V. Popovski (Eds.), Building ASEAN Identity on a Transnational Dimension (pp.246-259). Tokyo: United Nations University, 2014.
- Модернизационные реформы: взаимосвязь экономического и социально-политического развития. (С В. А. Молчановой.) Общество и экономика, 7-8 (2013), 5-21.
- State regulation or state capitalism?: A systems approach to crisis prevention and management.(With Yu. Yevdokimov). International Journal of Management Concepts and Philosophy, 7.1 (2013), 1-12.
- Energy security and the revival of geopolitics. In S.F. Krishna-Hensel (Ed.), New security frontiers: Critical energy and the resource challenge (pp. 9-30). Farnham, Surrey, UK: Ashgate, 2012.
- Extractive technologies and civic networks' fight for sustainable development. Bulletin of Science, Technology & Society, 31.1 (2011), 55-67.
- Strategic relationships in post-communist foreign policies. (With J. E. Strakes and D. J. Galbreath). In R. A. Denemark (Ed.), The international studies encyclopedia (Vol. X, pp. 6629-6650). Chichester, UK: Wiley-Blackwell, 2010.
- The Ashgate research companion to political leadership. Co-editor and co-author. With J. Masciulli and W. A. Knight, eds. Surrey, UK: Ashgate, 2009.[7].
- Regionalism and globalization: The case of the European Union. In R. Day and J. Masciulli (Eds.), Globalization and political ethics (pp. 181—196). Leiden & Boston: Brill, 2007.
- Sustainable development of the Caspian Sea energy resources: The role of civil society. In I. Richter et al. (Eds.), Building a transnational civil society: Global issues and global actors (pp. 71-89). London: Palgrave/Macmillan, 2006.
- Russia and globalization. Perspectives on Global Development and Technology, 4.3/4 (2005), 397—429.
- Ukraine and the European Union: A perennial neighbour? Journal of European Integration 26 (2004), 451—473.
- Political culture and national identity in Russian-Ukrainian relations. College Station, TX: Texas A&M University Press, 2002[8].
- Ukrainian foreign and security policy: Theoretical and comparative perspectives. Co-editor and co-author. With J. Moroney and T. Kuzio, eds. Westport, CT: Praeger, 2002.
- Postcommunist nationalism as a power resource. Nationalities Papers, 28.2 (2000), 263—288.
- Дискуссионные аспекты проблемы «национальный интерес». Полис. Политические Исследования, 1 (2000), 7-22.
- Истоки российского кризиса: Глобализация или внутренние проблемы? Полис. Политические Исследования, 5 (1999), 94-107.